# Dendrelaphis papuensis
Dendrelaphis papuensis là một loài rắn trong họ Rắn nước. Loài này được Boulenger mô tả khoa học đầu tiên năm 1895.

## Hình ảnh

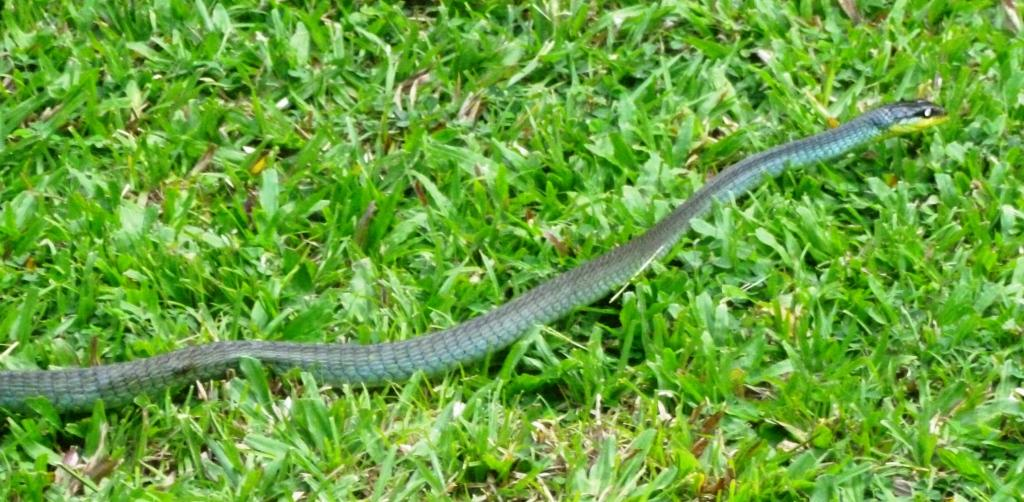